# Степанян Нельсон Георгійович
Степаня́н Не́льсон Гео́ргійович (вірм. Նելսոն Գևորգի Ստեփանյան, нар. 28 березня 1913 — пом. 14 грудня 1944) — радянський військово-морський льотчик-штурмовик, учасник Другої світової війни, двічі Герой Радянського Союзу (1942, 1945), підполковник авіації (1944).

## Біографія
Народився 28 березня 1913 року в місті Шуші Єлизаветпольської губернії (тепер Нагірно-Карабаська Республіка) в родині службовця. Вірмен.
У 1935 році закінчив Батайську авіаційну школу ЦПФ.
З початком німецько-радянської війни призваний до лав РСЧА й направлений до ВПС Чорноморського флоту. Свій бойовий шлях розпочав у складі 46-ї штурмової авіаційної ескадрильї в небі над Миколаєвом і Одесою. Під час 20-го бойового вильоту був поранений вогнем зенітної артилерії ворога, проте спромігся дотягнути пошкодженого літака до аеродрому. Лікувався у шпиталі.
З серпня 1941 року воював у складі 57-го штурмового авіаційного полку ВПС Балтійського флоту. Брав безпосередню участь в обороні Ленінграда. У небі над Ленінградом здійснив понад 60 бойових вильотів, разом із своєю ланкою знищив 8 танків, майже 90 автомашин, понад 60 зенітних гармат, безліч іншої техніки ворога.
З листопада 1942 року — командир ескадрильї 57-го штурмового авіаційного полку, який у березні 1943 року був перейменований на 7-й гвардійський штурмовий авіаційний полк.

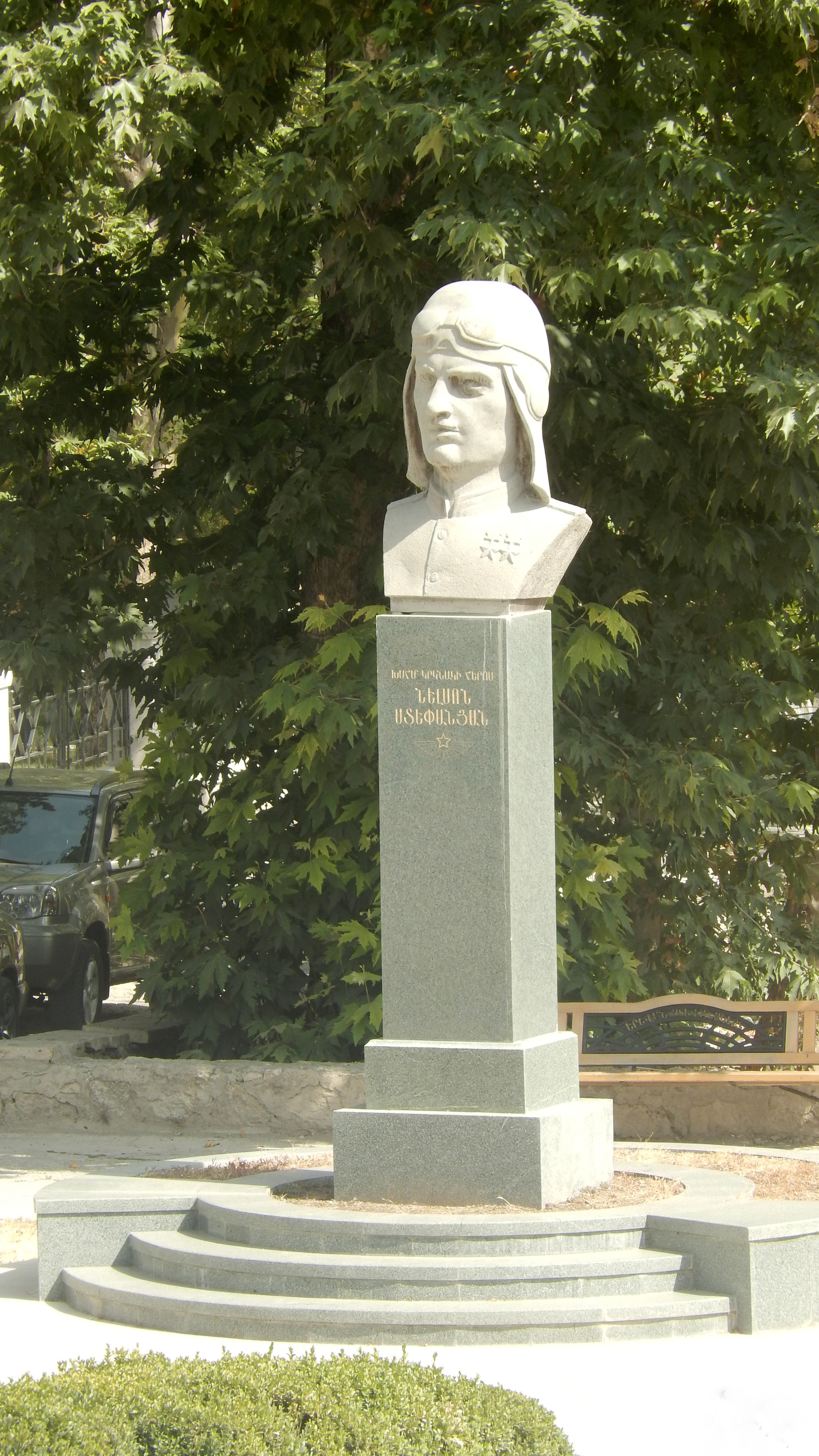
Пам'ятник Нельсону Степаняну в Степанакерті

У 1943 році Н. Степаняна відкликано з фронту й направлено для підготовки льотних кадрів на курсах командирів авіаційних ланок ВПС Балтійського флоту, а згодом — на Вищих офіцерських курсах ВПС ВМФ.
У квітні 1944 року Н. Г. Степаняна призначають командиром 47-го штурмового авіаційного полку ВПС Чорноморського флоту. Під його командуванням полк відзначився в небі Криму й Кубані. За час проведення Кримської наступальної операції полк Степаняна знищив 8 транспортів, 12 швидкісних десантних барж, 9 сторожових катерів, понад 3000 солдатів і офіцерів ворога. За успішні дії 47-й шап удостоєний почесного найменування «Феодосійський».
Після визволення Криму, 47-й штурмовий авіаполк було переведено на Балтику. За досить короткий час авіаторами полку було знищено 30 фашистських кораблів і суден, за що полк було нагороджено орденом Червоного Прапора.
До серпня 1944 року командир 47-го штурмового авіаційного Феодосійського Червонопрапорного полку 11-ї штурмової авіаційної дивізії ВПС Балтійського флоту підполковник Н. Г. Степанян здійснив 239 бойових вильотів, особисто потопив міноносець, два сторожових кораблі, тральщик, 2 торпедних катери й 5 транспортів загальною водотоннажністю понад 80 тисяч тонн. У 30 повітряних боях збив 2 бомбардувальники Ju-88, ще 25 літаків знищив на аеродромах ворога.
14 грудня 1944 року, під час бомбово-штурмового нальоту на порт Лібава, літак, у якому перебували підполковник Н. Г. Степанян і штурман капітан О. Г. Румянцев, був підпалений і впав у море. Обидва льотчики загинули.

## Нагороди
Указом Президії Верховної Ради СРСР від 23 жовтня 1942 року молодший лейтенант Степанян Нельсон Георгійович за мужність, відвагу і бойову майстерність удостоєний звання Героя Радянського Союзу з врученням ордена Леніна і медалі «Золота Зірка» (№ 723).
Указом Президії Верховної Ради СРСР від 5 березня 1945 року підполковник Степанян Нельсон Георгійович за вміле керівництво полком і особисту мужність, виявлену в боях, посмертно удостоєний другої медалі «Золота Зірка».
Нагороджений двома орденами Леніна, трьома орденами Червоного Прапора, медалями «За оборону Одеси» й «За оборону Ленінграда».

## Пам'ять
Бронзове погруддя Героя встановлено в місті Єреван.
В часи СРСР було встановлено пам'ятники Н. Г. Степаняну в містах Шуші (зруйнований у 1988 році) та Лієпая (перенесений до Калінінграда).
У місті Севастополь у 1974 році ім'ям Нельсона Степаняна названо одну з вулиць.